# Терновка (приток Сухой Буйволы)
Терновка — река в России, протекает в Благодарненском и Петровском районах Ставропольского края. Устье реки находится в 13 км по левому берегу реки Сухая Буйвола, длина реки составляет 16 км. Площадь водосборного бассейна — 67,8 км².

## Данные водного реестра
По данным государственного водного реестра России относится к Западно-Каспийскому бассейновому округу, водохозяйственный участок реки — Мокрая Буйвола. Речной бассейн — Бессточные районы междуречья Терека, Дона и Волги.
Код объекта в государственном водном реестре — 07010000912108200002304.